# Два след полунощ или Завръщането на съпруга
„Два след полунощ или Завръщането на съпруга“ (на английски: Two AM; or, The Husband's Return) е британска късометражна няма комедия от 1896 година на продуцента Робърт Уилям Пол, заснет по мотиви пиеса на Пол Клерже. Във филма участват самият автор на пиесата и Мис Рос-Селуик. Дълги години се е смятало, че филма е бил изгубен, преди да бъде намерено копие от него в частна колекция.

## Сюжет
Един мъж се прибира у дома късно през нощта, видимо пиян и събужда съпругата си. Тя от своя страна се опитва да му помогне да си съблече дрехите и да си легне в леглото възможно най-бързо.

## В ролите
- Пол Клерже като съпруга
- Мис Рос-Селуик като съпругата[3]